# Megamoera kodiakensis
Megamoera kodiakensis är en kräftdjursart som först beskrevs av J. L. Barnard 1964.  Megamoera kodiakensis ingår i släktet Megamoera och familjen Melitidae. Inga underarter finns listade i Catalogue of Life.